# Primula pinnatifida
Primula pinnatifida är en viveväxtart som beskrevs av Adrien René Franchet. Primula pinnatifida ingår i släktet vivor, och familjen viveväxter. Inga underarter finns listade i Catalogue of Life.